# Ель-Сейбо (провінція)
Ель-Сейбо (ісп. El Seibo) — провінція Домініканської Республіки. До 1992 року включала до свого складу територію сучасної провінції Ато-Майор.

## Історія
Назву провінція отримала за іменем вождя одного з племен таїно. На території провінції 8 листопада 1808 року відбулась битва при Пало-Інкадо, одна з найважливіших у відвоюванні східної частини острова іспанцями у французів. Провінція Ель-Сейбо існувала як територіальна одиниця і в колоніальні часи, але статус провінції вона отримала 6 листопада 1844 року відповідно до першої конституції незалежної держави. 1992 року з частини території Ель-Сейбо була створена нова провінція Ато-Майор.

## Муніципалітети й муніципальні райони
Провінція поділяється на два муніципалітети (municipio), а в межах муніципалітетів — на п'ять муніципальних районів (distrito municipal — D.M.):
- Санта-Круз-дель-Сейбо
  - Педро Санчес (D.M.)
  - Сан-Франсіско-Вісентільйо (D.M.)
  - Санта-Лусія (D.M.)
- Мічес
  - Ель-Седро (D.M.)
  - Ла-Хіна (D.M.)

Число населення за муніципалітетами (станом на 2012 рік):
| № | Назва                 | Загальна кількість | Міське населення | Сільське населення |
| - | --------------------- | ------------------ | ---------------- | ------------------ |
| 1 | Мічес                 | 23 141             | 2 041            | 21 100             |
| 2 | Санта-Круз-дель-Сейбо | 87 071             | 72 551           | 14 520             |
|   | Провінція Ель-Сейбо   | 110 212            | 74 592           | 35 620             |